# Хурнборгашён

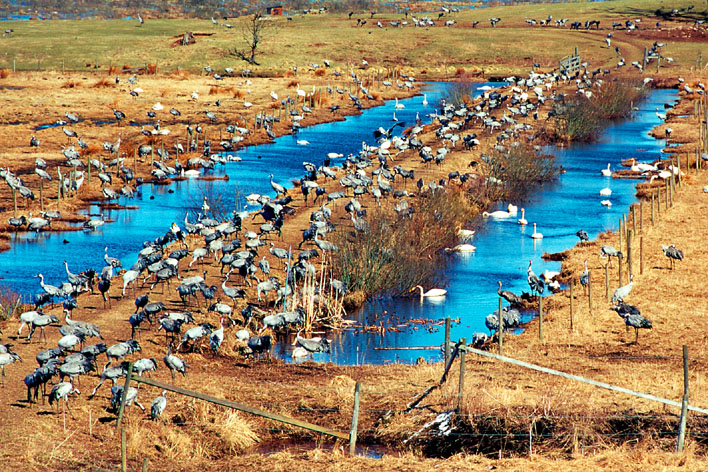
Журавли на озере

Озеро Хурнборгашён (швед. Hornborgasjön) — озеро в Швеции, природоохранная зона, птичий заповедник, охраняемый Рамсарской конвенцией.
Озеро Хурнборгашён является одним из известнейших «птичьих» озёр Швеции. Оно находится на территории лена Вестра-Гёталанд, в 15 километрах юго-восточнее города Скара. В конце XIX столетия озеро в результате создания новых сельскохозяйственных угодий в значительной степени обмелело и уменьшилось в размерах до площади в 4 км² и в 1960-е годы подверглось заболачиванию. После проведённых здесь восстановительных работ уровень озера Хурнборгашён поднялся на 1 метр и площадь его увеличилась до 30 км². В настоящее время оно является природоохранной зоной в Швеции.
Озеро имеет глубину около 2 метров и является местом отдыха для многих тысяч перелётных птиц весной и осенью каждого года. Оно также служит для некоторых видов пернатых местом брачных игр и выведения птенцов (из примерно 100 видов встречающихся там птиц около половины перелётные, остальные — «местные виды»). Среди перелётных следует в первую очередь назвать журавлей (число которых ежегодно достигает 10 тысяч), обитающих на озере с середины марта по конец сентября и выводящих тут птенцов. На восточном и южном берегах озера расположены биостанции, в которых можно наблюдать за птицами и изучать их поведение. На востоке озера находится также Музей природы озера Хурнборгашён.